# Groeve Pruus Karel I

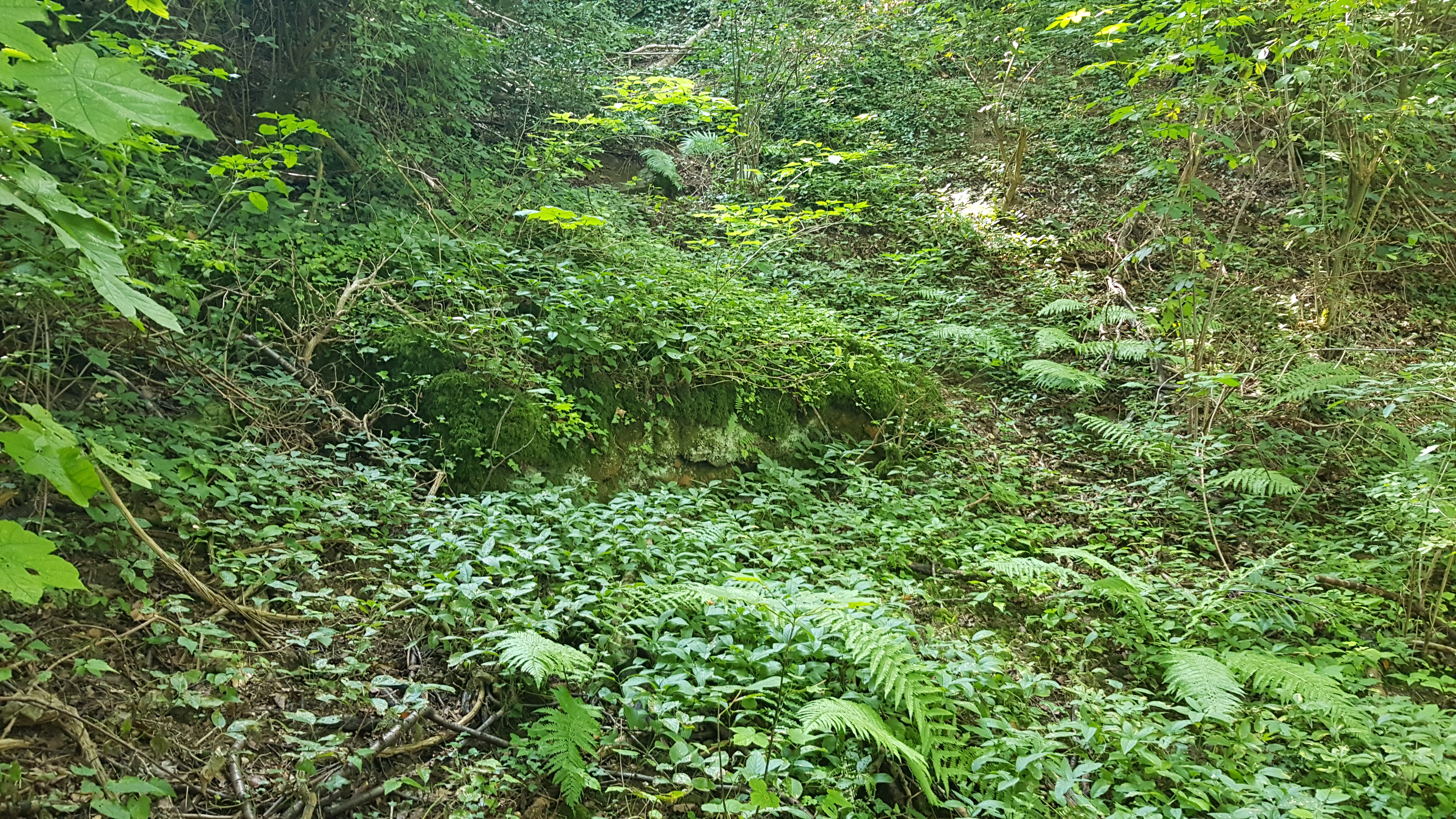
de overwoekerde groeve-ingang

De Groeve Pruus Karel I is een Limburgse mergelgroeve in de Nederlandse gemeente Valkenburg aan de Geul in Zuid-Limburg. De ondergrondse groeve ligt ten zuidoosten van Valkenburg in het noordoostelijk deel van het hellingbos Biebosch op de noordoostelijke rand van het Plateau van Margraten in de overgang naar het Geuldal. Ter plaatse duikt het plateau een aantal meter steil naar beneden.
Op ongeveer 70 meter naar het noordwesten ligt de Groeve Pruus Karel III, op ongeveer 150 meter naar het noordwesten de Groeve Pruus Karel II en op ongeveer 150 meter naar het zuidoosten liggen de Sint-Jansboschgroeve I, II, III, IV en V.

## Geschiedenis
In de 18e en 19e eeuw werd de groeve door blokbrekers ontgonnen voor de winning van kalksteen.

## Groeve
De Groeve Pruus Karel I heeft een oppervlakte van ongeveer 27 vierkante meter en een ganglengte van ongeveer vier meter.

## Geologie
De groeve is uitgehouwen in de Kalksteen van Gronsveld, vlak onder de Horizont van Schiepersberg.